# Parque Natural de las Marismas de Santoña
Parque Natural de las Marismas de Santoña är en park i Spanien.   Den ligger i provinsen Provincia de Cantabria och regionen Kantabrien, i den norra delen av landet, 300 km norr om huvudstaden Madrid. Parque Natural de las Marismas de Santoña ligger 154 meter över havet.
Terrängen runt Parque Natural de las Marismas de Santoña är huvudsakligen kuperad, men åt nordväst är den platt. Havet är nära Parque Natural de las Marismas de Santoña åt nordost.  Närmaste större samhälle är Santoña, 1,0 km sydväst om Parque Natural de las Marismas de Santoña. 